# Тедун (Аньшань)
Теду́н (кит. упр. 铁东, пиньинь Tiědōng, буквально: «восточнее железной дороги») — район городского подчинения городского округа Аньшань провинции Ляонин, Китай. В Тедуне находится политический и деловой центр Аньшаня.

## География
К западу от Тедуна находится район Теси, к северо-востоку — район Лишань, с остальных сторон он окружён районом Цяньшань.

## Административно-территориальное деление
Район Тедун делится на 13 уличных комитетов.